# Люхингер, Симон
Симон Люхингер (нем. Simon Lüchinger; 28 ноября 2000, Вадуц) — лихтенштейнский и швейцарский футболист, полузащитник клуба «Вадуц» и национальной сборной Лихтенштейна.

## Карьера

### Клубная карьера
Люхингер — воспитанник клубов «Руггелль» и «Вадуц». Выступая за «Вадуц», в сезоне 2019/20 был переведен во второй состав. Летом 2021 года Симон выступал за команду американского Университета Сэнт Френсис. 16 декабря 2021 года вернулся в «Вадуц», подписав контракт до 2023 года. 11 июня 2022 года подписал контракт с лихтенштейнским клубом «Эшен-Маурен» на правах аренды. 6 сентября этого же года аренда была досрочно прекращена.

### Карьера в сборной
Люхингер стал самым молодым капитаном сборной Лихтенштейна до 21 года, когда был назначен им в возрасте 17 лет главным тренером Мартином Штоклазой. Он дебютировал за данную сборную 6 июня 2019 года в матче против сборной Азербайджана, который закончился со счётом 1:0, что стало первой победой сборной Лихтенштейна (до 21 года) в истории.
Люхингер дебютировал за сборную Лихтенштейна 7 июня 2021 года в товарищеском матче против сборной Фарерских островов, который завершился разгромным поражением со счётом 1:5.